# Gonzaga, Cagayan
Gonzaga là đô thị hạng 2 ở tỉnh Cagayan, Philippines. Theo điều tra dân số năm 2000, đô thị này có dân số 32.079 người trong 6.039 hộ.

## Các khu phố (barangay)
Gonzaga được chia thành 25 khu phố (barangay).
| - Amunitan - Batangan - Baua - Cabanbanan Norte - Cabanbanan Sur - Cabiraoan - Callao - Calayan - Caroan - Casitan - Flourishing (Pob.) - Ipil - Isca | - Magrafil - Minanga - Rebecca (Nagbabacalan) - Paradise (Pob.) - Pateng - Progressive (Pob.) - San Jose - Santa Clara - Santa Cruz - Santa Maria - Smart (Pob.) - Tapel |